# Рубеж (роман)
«Рубеж» — двухтомный роман в стиле фэнтези, написанный в соавторстве Мариной и Сергеем Дяченко, Андреем Валентиновым (псевдоним Андрея Шмалько) и Генри Лайоном Олди (псевдоним Дмитрия Громова и Олега Ладыженского). «Малороссия гоголевских времен, древнеиудейское мистическое учение каббала, экзотика фэнтезийных земель и реальность горящих хат под Полтавою; и человек, обыкновенный человек, который стремится найти свою судьбу и своё достоинство, желая выйти за границы дозволенного, — все это „Рубеж“» (из аннотации к книге).
В каждой из двух книг романа первая часть написана М. и С. Дяченко, вторая — Андреем Валентиновым, а третья — Г. Л. Олди. В романе получают логическое завершение главные темы и мотивы цикла Олди «Люди, боги и я» (включающего в себя мифологические романы Олди): конец света, появление Мессии, взаимоотношения людей и богов, всеобщее единение перед лицом близящейся катастрофы.
Роман занял первое место в номинации «Лучший роман» на фестивале фантастики «Звёздный мост» в 2000 году.

## История написания
Идею написать соавторский роман на «панукраинскую» тематику предложил Андрей Валентинов. Замысел этот долгое время не реализовывался, пока его не обсудили в присутствии полного состава будущих авторов «Рубежа». Было определено направление — серьёзная фэнтези с украинским национальным колоритом, и пришли к решению, что это должен быть полноценный роман, а не игра типа буриме. Писать начало романа поручили Марине и Сергею Дяченко. Когда была готова первая часть первого тома (главные герои — Рио и Гринь), написанное передали Валентинову, и тот продолжил роман, создав ещё двух центральных персонажей — Юдку и Ярину. После того как очередь писать очередную часть перешла к Олди, они, прочитав уже готовые фрагменты, пришли к выводу, что происходящее вполне можно объединить на основе каббалистической концепции мироздания, — и сочинили третью часть, увязав все три части с помощью этой концепции, а также введя новых персонажей — Сале и Исчезника (Каф-Малаха).
Когда первый том был закончен, соавторы встретились в Киеве на квартире у Дяченко, обсудили сюжет второго тома и предполагаемую концовку. После чего Дяченко вновь написали первую часть, Валентинов — вторую, а Олди осталось окончить второй том. Во втором томе общими усилиями был создан новый главный персонаж — Денница.
После окончания второго тома готовые фрагменты окончательно согласовали, устранили имеющиеся нестыковки, подвергли текст небольшой редактуре. Вмешательство в текст друг друга при этом было минимальным.

## Сюжет
В параллельном мире князь Сагор, обладающий, по всей видимости, сверхчеловеческой магией, призывает к себе наёмника Рио и его двух товарищей и даёт им задание — отыскать некоего ребёнка. Задание совсем не так просто, как оно кажется, ибо ребёнок находится за Рубежом, в другом параллельном мире, который соответствует нашей Украине екатерининских времён.
Рубеж — место, где можно шагнуть из мира в мир, — охраняют ангелы (малахи), подобные каббалистическим.
Рио и товарищи проходят Рубеж и оказываются неподалёку от Валок альтернативной Слобожанской Украины (в Петербурге правит Екатерина II, но Пётр I в этом мире бит под Полтавой и Украина по-прежнему гетманская), где как раз завязывается другое магическое действие — в селе Гонтов Яр объявился чёрт, «исчезник», на самом деле оказывающийся падшим ангелом (каф-Малахом), а у вдовы Ярины Киричихи рождается дитя-безбатченко, которое сразу становится причиной несчастий членов своей семьи (умирает его мать, а брат становится изгоем), нападения на село бандитов и его уничтожения, становится объектом охоты различных злых и добрых сил. Зовут при этом младенца Денница, а также Несущий свет (на латыни Люцифер).
Вселенная романа построена на каббалистической идее о том, что параллельные миры суть части единого мира, разделённого ангелами (малахами), как рубежами. Как только в определённом мире не остаётся ни одного праведника, малахи уничтожают этот мир. Главы книги названы в честь каббалистических уровней восприятия мира (сфирот) — Хохма, Бина и др.

## Герои
Рио — рыцарь-наёмник, или, как называют таких в его мире, «странствующий герой». Находится под заклятием «побеждать в любом бою, но не убивать». Чтобы не нарушить заклятие, всегда сопровождаем врачом для легкораненых и палачом для смертельно раненных.
Хоста — спутник Рио, палач.
К’Рамоль — спутник Рио, врач.
Сале Кеваль — колдунья, проводник между мирами.
Сагор — верховный князь мира Рио, приживник (человек с ангельским светом внутри).
Станислав Мацапура-Коложанский — помещик, чернокнижник, садист-убийца, приживник. Поместье находится на территории Валковской сотни, но, подобно средневековому барону, пан Станислав непосредственно сотнику не подчиняется и содержит свою гвардию.
Иегуда бен Иосиф (Юдка) — уманский еврей, выжил в уманской резне благодаря заклятию «побеждать и не миловать». Его семья явилась жертвой набега гайдамаков на Умань, когда Иегуде было двенадцать лет, в результате он стал мстителем. Надворный сотник Мацапуры-Коложанского.
Логин Загаржецкий — Сотник Валковской сотни.
Ирина (Ярина) Загаржецка — дочь Логина.
Федор (Хведир) Еноха — сын писаря Валковской сотни, студент-бурсак.
Гринь Чумак — бывший чумак, крестьянин, по матери Ярине — сводный брат «чортова пасынка».
Каф-Малах — падший ангел.
Чортов пасынок — сын каф-Малаха и земной женщины Ярины. Денница по версии каббалы.
Панько Рудый — пасечник, ведьмак, глава полтавского ковена. Автор комментариев к первой части романа.

## Художественные особенности

### Многоголосье
Объединение творческих манер совершенно разных авторов привело не к синтезу, а к многоголосью. Сочетаются различные точки зрения, восемь героев воплощают собой не совпадающие взгляды на мир. «Рубеж» — роман-калейдоскоп, где миры, люди, цитаты чередуются и пересекаются, вступают в противоречие друг с другом и приходят к единству. В романе совмещены три плана: традиционная фэнтези, украинский сюжетный план (в гоголевском духе) и каббалистический, и все три начинают проявляться уже в первых эпизодах романа. Связь между этими эпизодами поначалу не очевидна, но она присутствует и начинает проясняться в дальнейшем.
В конечном счёте всё объясняется, и фрагменты мозаики образуют собой единственно правильный и единственно возможный узор. От читателя требуется усилие для сведения элементов мозаики воедино, основная же трудность — не запутаться в сложной системе, выстроенной авторами, и заполнить бреши, ответить на загадки и разгадать недомолвки. Однако перед читателем встаёт и другая задача: объединить друг с другом противоречащие, даже враждебные точки зрения героев, как, например, сотник Логин Загаржецкий — и Юдка Душегубец, чья семья была убита гайдамаками, чумак Гринь — и сотникова дочка Ярина, которую он предал. Каждый герой прав и неправ одновременно.
Романное многоголосье позволяет каждому из авторов сохранить свою индивидуальность, собственную творческую манеру, при этом стыки сохраняются, но не режут глаз. Дяченко используют характерный для них композиционный приём: две параллельные сюжетные линии. Первая часть объединяет две традиции, фэнтезийную и «химерную»: обоими этими жанрами Дяченко владеют свободно (ср. их романы «Шрам», написанный в стиле традиционной фэнтези, и современная фэнтези — «Ведьмин век»). В то время как Дяченко обрисовывают исторические реалии несколькими штрихами, Валентинов выстраивает прочную историческую базу, которая вскоре оборачивается квазиисторической (как и в другом его романе, «Дезертир»), а Олди ответственны за каббалистический сюжетный план. Бытие падшего ангела, каф-Малаха, неожиданно для себя становящегося человеком, заставляет вспомнить о других романах Олди: «Герой должен быть один», «Пасынки восьмой заповеди», «Чёрный Баламут».
Столкновение разных писательских манер придаёт книге новое качество. Одна из особенностей романа-буриме заключается в том, что будущее мира и героев неизвестно даже самим авторам во время написания романа. Сюжет оказывается очень непредсказуемым, и создаётся ощущение детектива: каждая подробность может оказаться значимой, даже ключевой, — или не оказаться. И чем больше загадок и недомолвок встаёт перед читателем, тем важнее для авторов романа соединить их, как сюжетно, так и концептуально.

### Жанровые особенности
Дать жанровое определение «Рубежа» непросто, поскольку роман представляет собой своеобразный жанровый конгломерат. В какой-то мере это — роман мистический, религиозно-философский (затрагиваются вопросы эсхатологии и каббалистики, взаимоотношений Бога и Сатаны, поднимается вопрос о природе добра и зла). С другой стороны, поскольку в романе присутствуют «опыряки», колдуны, ведьмы, нечистая сила, используется образность украинского национального фольклора и упоминаются знаковые персонажи, то «Рубеж» можно отнести также к жанру «химерного», или бароккового романа. Традиционная же фэнтези проявляет себя в «Рубеже» наличием странствующих героев, связанных обетом, а также представителей цивилизаций Иномирья (крунги, хронги, Глиняные Шакалы, железные ежи). Признаками же альтернативной истории или криптоистории являются историко-бытовые реалии, имеющие чёткую привязку ко второй половине XVIII века (упоминаются гетман К. Разумовский, Григорий Сковорода, Потёмкин и др.), а в чём-то и не совпадающие с реальной историей (победа Мазепы под Полтавой, взятие в плен Меншикова, литературная деятельность Гоголя, который в «нашем» мире родился в 1809 году).

### Хронотоп, литературная и историческая основа
Два полюса романа, между которыми происходит действие, условно можно назвать «Диканькой» и «Каббалой». Украина в романе — отнюдь не реальная историческая, она перевоссоздана авторами и сочетает разные эпохи. Действие «украинских глав» романа происходит через несколько десятилетий после Колиивщины (гайдамацкого восстания 1768 года), но в то же время в Петербурге появляется Гоголь, а в Киеве преподаёт риторику пан Гримм. Упоминание таких разновидностей оружия, как фузеи и гарматы, присутствие беглого московского стрельца среди действующих лиц и упоминание, что Федор Еноха учится в Могилянской коллегии (при том, что это учебное заведение ещё в 1701 году получило статус академии), указывают на допетровскую эпоху, а, например, указание, что недавно в Европе взлетел первый монгольфьер, отсылает к концу XVIII века. Вдобавок в мире «Рубежа» Пётр I был побеждён под Полтавой, однако упоминается всё же построенный «град Питербурх», и герои спешат получать зарубежную визу к императрице Екатерине, а не к гетману, как должно было быть при варианте развития событий, при котором Северная война была Россией проиграна. Украина осталась частью конфедерации с Россией, но свободы у украинцев в «Рубеже» значительно больше, чем в реальном XVIII веке: они самостоятельно ведут войну с Турцией, у них есть своё законодательство вместо законов Российской империи, но есть и своеволие «диких помещиков», которые пользуются слабостью центральной власти для решения своих проблем, существуют погромы, охота на ведьм.
Анахронизмы в романе намеренные, как и сочетание различных эпох в «гоголевском мифе», своеобразной интерпретацией которого является «Рубеж» (в «Вечерах на хуторе близ Диканьки» и «Миргороде» встречаются реалии екатерининских времён, XIX века и др.). На страницах «Рубежа» присутствуют мотивы и образы «Вия», «Петербургских повестей», «Тараса Бульбы», «Вечеров на хуторе близ Диканьки». Значимую роль в сюжете играет пасечник Рудый Панько — старый ведьмач, который помогает героям оседлать чёрта, чтобы отправиться на нём в Петербург за визой в Иноземье. В «Рубеже» воссоздана не реально-историческая, а фольклорно-сказочная Украина; в романе продолжены традиции украинской «химерной» прозы.
Гоголевский мир незаметно сменяется шевченковским. Воспоминания Юдки о гибели семьи во время Уманской резни — намёк на поэму Шевченко «Гайдамаки», в которой эпическая поэтизация насилия конфликтует с цивилизованной, гуманной точкой зрения по поводу этих событий. Здесь очевидно присутствует дискуссия с автором поэмы.
В «Рубеже» присутствуют также отсылки к рассказу В. Пелевина «Хрустальный мир» (эпизод, где в Петербурге герои сталкиваются с тремя всадниками). «Пролог на небесах» в начале романа отсылает читателя к книгам Священного писания «Берейшит, иначе Бытие; Тегилим, иначе Псалтирь», книге Иова, к Корану, толкованиям мудрецов Мишны и великой книге Зогар, и сам «Пролог» оказывается стилизацией под эти древние книги. Есть в романе (во второй его части) и реминисценции из других книг самих авторов — из романов М. и С. Дяченко «Ритуал», Г. Л. Олди «Я возьму сам» и А. Валентинова «Овернский клирик». Эти отсылки даются не только в юмористических целях, целях лёгкой самоиронии, они дают возможность определить жанр «Рубежа» как сплав «философского боевика» (Олди), «криптоистории» (Валентинов) и «волшебного романа» (Дяченко).

## Проблематика
Авторы романа стремятся к тому, чтобы выйти за пределы национального и социального, и к поиску общечеловеческого. Чумак Гринь, сотник Логин, мститель Иегуда не соответствуют национально-литературным стереотипам — просто потому, что они люди, а люди не поддаются объяснению, пониманию с помощью ярлыков, даже если эти ярлыки освящены традицией.
Основная тема «Рубежа» — преодоление рубежей (внешних и внутренних, находящихся в самом человеке; границ между добром и злом, полезным и вредным, границ устоявшихся представлений и норм поведения), ломка стереотипов и ломка барьеров, отделяющих людей друг от друга, преград, отделяющих себя-теперешнего от себя-истинного. Обманчивость стереотипов, сложность и запутанность реальной жизни. Относительность добра и зла, многие промежуточные стадии между этими полюсами. Осознание героями сплочённости и единства, связи всех, кто населяет разделённые миры; точнее, один Мир. Герои приходят к этому осознанию, невзирая на социальные, этнические, религиозные, даже метафизические рубежи. Очень трудно для Гриня признать в «чёртовом пасынке» собственного брата. Ангелам, Существам Служения, невозможно понять, с какой целью был сотворён человек, а Рубежному Малаху пришлось утратить свою целостность, стать «глупым, глупым каф-Малахом», для того чтобы осознать, что такое любовь и утрата.
Человек способен и к подвигу, и к подлости — о чём можно судить, например, по судьбе Гриня. Человек заключает в себе не только собственное настоящее и будущее, человек — это также то, кем он мог бы стать. И в Рио, и в Юдке, двух Заклятых, заключён «горелый хлопчик», Заступник, видящий мир во всём многоцветье. Однако освободить заключённых в них мальчиков, дать им возможность вырасти в Воина и Мудреца могут лишь сами Рио и Юдка, преодолев запрет — в сущности, переступив через себя. Героям «Рубежа» приходится совершить поступки, которые для них абсолютно невозможны, немыслимы: как Рио, так и Юдка разрушают заклятие, каф-Малах обретает свободу в ограничении, чумак Гринь искупает предательство, сотник Логин продаёт собственную душу ведьмачу ради дочери, Ярина становится Ириной — Несущей Мир. Герои преодолевают все пределы, поскольку они — люди, а для людей Рубежи — лишь плёночки.

## Интересные факты
- В одном из интервью, выложенных в Интернете, авторы указывают, что действие «Рубежа» происходит в 1796 году[6].

- Украина в романе — альтернативно-пародийная. Гоголевские персонажи (кузнец Вакула, пасичник Рудый Панько) входят в число героев «Рубежа», но Н. В. Гоголь родился на 100 лет раньше, так как в Петербурге все ещё правит Екатерина II, а Гоголь уже успел издать свои произведения.

- У «дикого пана» Мацапуры-Коложанского есть прототип — украинский разбойник XVIII века Павел Мацапура[6].

- Рав Элиша — также полуисторический образ. Его прототип — известный средневековый каббалист Элиша бен Абуя, которого другие каббалисты считали еретиком, отступником и прозвали за это «Чужой»[6].

- Своего рода визитная карточка Олди и Валентинова — это введение в канву романа самих себя под видом второстепенных персонажей. Так и на этот раз: Дмитрий Громов — это «беглый москаль» Дмитро Гром, Андрей Валентинов — есаул Шмалько, Сергей Дяченко — батько Дяченко.

- Роман не имеет точек соприкосновения с другими книгами Олди, кроме единственной ссылки: Федор Еноха вспоминает о прочитанном им персидском трактате «Яваз Мусам» и о некоем даре под названием «хварр», благодаря которому персидские короли становятся обожаемы народом. Это единственная отсылка к другой книге Олди — «Я возьму сам», точнее — к пласту персидской мифологии, использованному в этой книге.

- Кроме того, путешествуя вслед за каф-Малахом по мирам, сотник Загаржецкий и сопровождающие его казаки «пролетают» через эпизод взятия замка Д’Эконсбефов из книги А. Валентинова «Овернский клирик», а также «мимо» ещё одной крепости — из повести Марины и Сергея Дяченко «Ритуал».

- «Двое из присутствующих здесь господ — Убийцы драконов… Меня передёрнуло от отвращения» — нигде больше, кроме мысли Рио «Не время для драконов!» и слов ближе к концу романа: «На верхушке одиноко стоящего дерева примостился даже маленький зелёный дракончик — совсем ещё детеныш», в книге не упоминается о том, что в мире князя Сагора обитают драконы. На самом деле эти три фразы — финальный «привет» Олди и Валентинова писателям Сергею Лукьяненко и Нику Перумову. См. также примечания к романам «Не время для драконов», «Нам здесь жить» и «Я возьму сам».

- Писарь Лукьян, отец Хведира, убитый в начале книги, по всей видимости, имеет прототипом Сергея Лукьяненко.

## Издания
- СПб.: Terra Fantastica, 1999 (сер. «Корона»).
- Рубеж. Книга первая. — М.: Эксмо, 1999 (сер. «Нить времен»).
- Рубеж. Книга вторая. — М.: Эксмо, 1999 (сер. «Нить времен»).
- М.: Эксмо, 2001 (сер. «Нить времен»), доп. тираж.
- М.: Эксмо, 2004 (сер. «Триумвират»).
- Рубеж. Книга 1. Зимою сироты в цене. — М.: Эксмо, 2006 (сер. «Стрела Времени (соавторства)», «Стрела Времени»).
- Рубеж. Книга 2. Время нарушать запреты. — М.: Эксмо, 2006 (сер. «Стрела Времени (соавторства)», «Стрела Времени»).
- М.: Эксмо, 2006 (сер. «Шедевры отечественной фантастики»), в сборнике «Украинский цикл».
- М.: Эксмо, 2008 (сер. «Миры Г. Л. Олди»).
- М.: Эксмо, 2010 (сер. «Большая серия русской фантастики»), в сборнике «Время нарушать запреты».

Роман также издавался в переводе на польский язык в 2005 году